# Caroline Dahl
Caroline Dahl (? –) amerikai zongorista, zeneszerző: „boogie-woogie roots music.”

| Caroline Dahl                             | Caroline Dahl                             |
| Kattints az alábbi külső linkek egyikére! | Kattints az alábbi külső linkek egyikére! |
| ----------------------------------------- | ----------------------------------------- |
| Nem található szabad kép.(?)              |                                           |
| külső link · jogvédett                    | Caroline Dahl                             |

## Pályakép
Caroline Dahl a boogie-woogie, a blues, a rock 'n roll és a country-swing stílusok őseredeti amerikai zenéjének autodidakta mestere. Kentuckyból, Louisville-ből származik, ahol a Metropolitan Blues All Starsszal játszott.
San Francisco már több mint 30 éve otthona, ahol manapság egyedül játszik a Bay Area környékén, korábban sok évig a Mama's Royal Cafe-ban Mill Valley-ben.
A Globe Recordsnál megjelent CD-je nagyszerű kritikákat kapott a világ minden táján. Részvevője volt különböző fesztiváloknak az Egyesült Államokban, Kanadában, Európában (többek között) a svájci Nemzetközi Boogie Woogie Fesztiválon, a barcelonai Festival de Blues és a Detroiti Motor City Boogie Woogie Fesztiválon.

## Lemezek
- 2005: No Hats (Globe Records)
- 2006: Night House (Globe Records)
- 2013: Devil Digit Boogie Woogie (Hexadact Records)
- 2021: A 'Boogie Woogie State of Mind' (Hexadact Records)

## Iparművészet (hímzés)
- https://carolinedahl.com/contemporary-embroidery-art-gallery.htm